# Samokov (Bulgarie)
Pour les articles homonymes, voir Samokov.
Samokov (en bulgare Самоков) est une ville de l'Ouest de la Bulgarie, au sud de la capitale Sofia.

## Géographie

### Géographie physique
La ville de Samokov est localisée à 60 km au sud de la capitale (Sofia), au milieu d'une cuvette naturelle et à l'altitude de 950 mètres. Deux bras de ce bassin d'altitude partent de Samokov - l'un au nord, l'autre au nord-ouest - et permettent de rejoindre la capitale soit par la montagne de Plana, soit en suivant le cours de l'Iskar. Le bassin de Samokov est entouré de plusieurs massifs montagneux : au nord-ouest la montagne de Plana, à l'est le massif de la Sredna Gora occidentale et au sud le massif du Rila. La ville est traversée par la rivière Iskar.
Le climat est continental de type semi-montagneux : les étés sont assez chauds et les hivers froids et neigeux.

### Géographie humaine
| - 1934 - 11035 habitants - 1946 - 13218 habitants - 1956 - 16748 habitants - 1975 - 25756 habitants - 1987 - 27678 habitants | - 1992 - 28608 habitants - 2010 - 26061 habitants - 2020 - 24942 habitants |

### Géographie administrative
La ville est le chef-lieu de la commune de Samokov.

## Histoire
Dès le haut Moyen Âge, s'est développée l'exploitation du minerai de fer dans la région. Entre la Vitocha et le Pirin, là où coule l'Iskar, était à l'origine situé le village de Vlaytchevo, dont le développement aux XIIe et XIIIe siècles a été plus important que celui des villages environnants. Les machines à forger le métal entrainées par l'eau des rivières (« Samokov » signifiant « auto-forge »), introduites à cette époque, ont entrainé la modification du nom du village en Ivlaytcho Samokov (attesté en 1477), Vlaychov Samokov (attesté en 1515), Grand Samokov et, enfin, en Samokov. La mention la plus ancienne du nom du village remonte à 1455. Konstantin Mihaylovitch, qui s'était enfui de la localité de Samokov, défendit la ville serbe de Novo Brdo et après la chute de celle-ci, il fut emmené, avec d'autres, à Edirne où il devint janissaire.
Sous la domination de l'Empire ottoman (1382-1878), malgré l'exploitation forcenée, l'absence de droits politiques et l'usage fréquent de la force, la population locale s'est illustrée par sa capacité de travail et son amour de la patrie. Phénomène rare à cette époque, la ville conserva son nom après la conquête turque. Des auteurs et envoyés autrichiens mentionnent la ville de Samokov en 1502, 1533 et 1567, sans toutefois y être passés, comme un centre important de production de fer destiné à la fabrication d'armes. Le premier citoyen d'un État européen à être passé à Samokov et à avoir mentionné le nom de la ville, après la conquête turque, fut Benedikt Kouripechitch en 1531. Les ambassadeurs de la république de Venise auprès de l'Empire ottoman, tels Katerino Zen (1550) et Lorenzo Bernardo (1592) mentionnent la ville pour sa production de fer. Marino Cavali (1560) appelle la région « la Belle terre » alors que Giaccomo Soranzo (1575) mentionne Samokov comme « une assez grande ville ». Un des premiers grands savants turcs - Hadji Kalfa (1635) - a expliqué l'origine du nom de la ville : dans la « langue locale de là-bas, on appelle Samokov l'outil, entrainé par l'eau, qui aide à forger le fer, et ainsi s'appelle également le grand marteau, qui bat le fer chaud ».
En 1840 est inaugurée la bibliothèque Hüsrev Pacha.

## Économie
La ville de Samokov dispose surtout de petites entreprises de services commerciaux et industriels. Plusieurs sites touristiques sont situés dans les environs de la ville (Borovets, Govédarci, Béltchniski bani) et génèrent de l'activité tant en été qu'en hiver.

## Culture

### Lieux à découvrir
Dans la ville de Samokov plusieurs lieux sont intéressants à découvrir :  
- L'Église Beliova (« L'Église blanche ») : les sondages archéologiques font apparaître qu'une chapelle existait aux IIIe et IVe siècles. D'après les légendes, de nombreux miracles auraient eu lieu à cet endroit. L'église a été reconstruite aux XIIe et XIIIe siècles mais elle a été incendiée, probablement lors de la prise de la ville par les turcs en 1370-1371. L'église a été rebâtie à partir du XVe siècle et elle a été enterrée de 1657 à 1712 afin d'être préservée des regards. À la suite de la construction de l'église métropolitaine, l'église blanche reste enterrée et oubliée pendant 144 ans. En 1856, une religieuse aurait eu une vision de la Vierge lui ordonnant de rouvrir l'église et en 1862 a été célébré le premier office festif. À compter de 1863 des modifications ont été réalisées et des icônes ont été peintes.

- La mosquée Iokoucha (Bayrakli) est un bâtiment de la ville qui est visible de loin. Sous le joug de l'Empire ottoman, il y avait 12 mosquées dans la ville. La date de construction n'est pas précisément connue. Le bâtiment a été modifié à plusieurs reprises.

- La grande fontaine est devenue le symbole de la ville de Samokov. Elle se trouve sur la place centrale (qui a été entièrement reconstruite dans les années 1980) depuis, environ, l'an 1660. La fontaine est mentionnée pour la première fois, en 1662, par le célèbre voyageur turc Evlia Tchelebi qui l'a décrite en détail. En 1928, la fontaine a été déclarée monument historique et elle a, ainsi, pu être préservée de la destruction. Jadis alimentée par des tuyaux en bois amenant l'eau de la montagne, la fontaine est alimentée aujourd'hui par l'eau municipale. Près d'elle s'élève la tour de l'horloge dont le mécanisme a été fabriqué en Dalmatie en 1630, puis amené par les turcs, comme prise de guerre, à la fin du (XVIIe siècle). La date de construction de la tour est inconnue ; la tour a été mentionnée pour la première fois en 1827 par l'officier Jägerschmidt mais elle a probablement trois siècles.

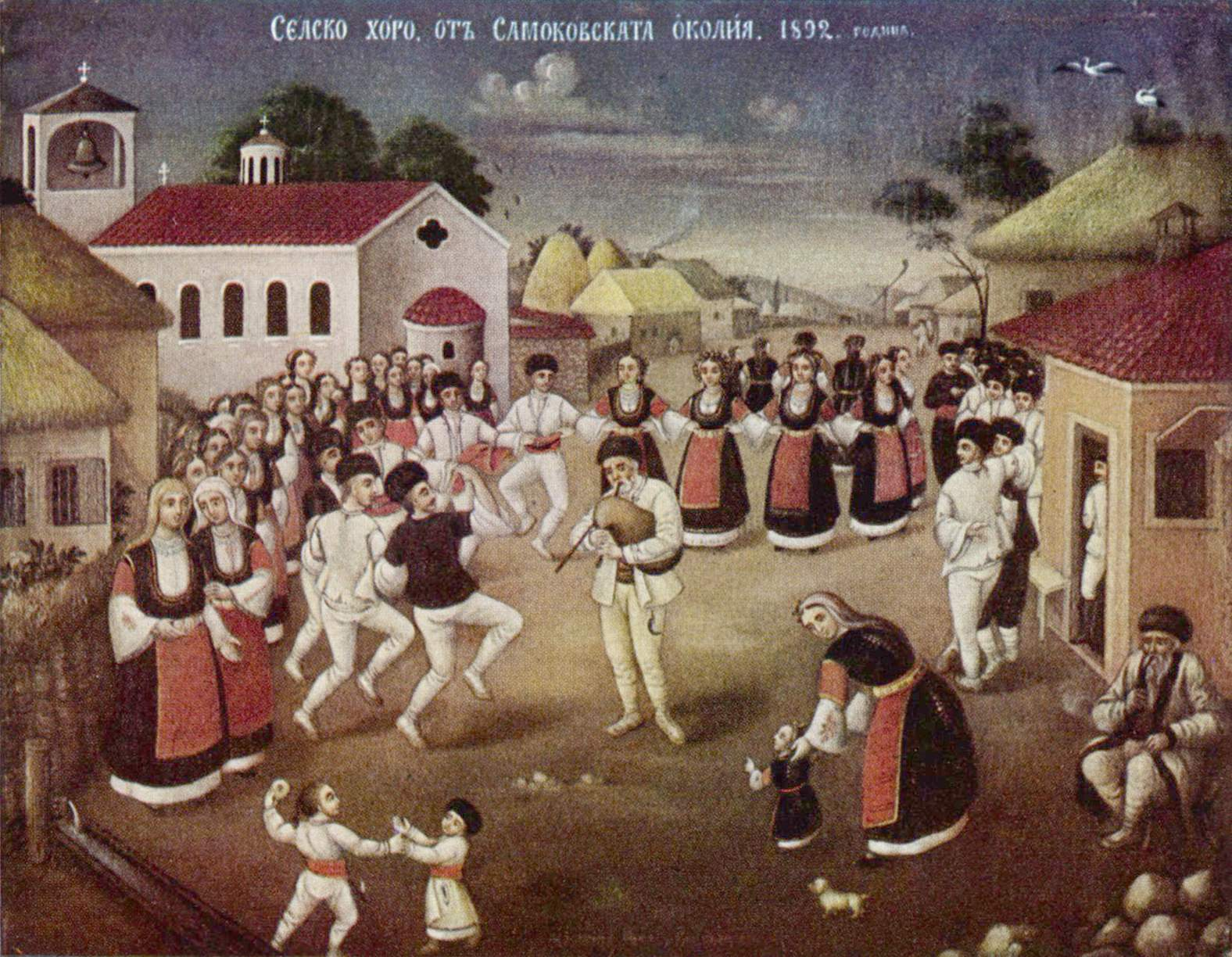
Peinture de Nikola Obrazopisov (1892) de l'École de Samokov.

- Le musée historique : Après avoir publié de nombreux articles sur l'histoire de sa ville natale et été à l'origine de la loi de 1928 sur la préservation des antiquités nationales, le professeur Vassil Zahariev a été l'initiateur du musée historique de Samokov. Le musée a été créé, en 1936, par règlement ministériel, en s'inspirant du musée historique de Dresde (Allemagne). La construction du bâtiment actuel a commencé en 1940.

Le monastère pour femmes « Pokrov Bogoroditchen » a été fondé au XVIIe siècle par un moine-prêcheur venu du monastère d'Hilendar. Il a été nommé en l'honneur de la Vierge qui aurait jeté son voile sur la ville la préservant, ainsi, du malheur. En 1772 est arrivée la mère Phota qui a unifié la petite communauté de religieuses de la région et elle est devenue higoumène du monastère. En 1837-1839 a été construite une grande église de pierre et des agrandissements ont été réalisés dans le monastère.
À 17 km de Samokov et à 7 km du village d’Alino se trouve le célèbre monastère d’Alino (XVIe siècle).

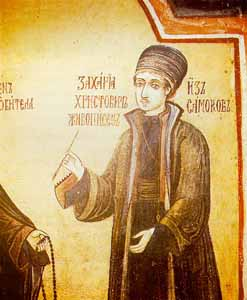
Autoportrait mural de Zaharii Zograf.

### Un centre de peinture important
À la fin du XVIIIe siècle et au début du XIXe siècle a été créée l'école d’art de Samokov (peinture d’icônes, peinture et sculpture sur bois). Samokov est la ville natale de plusieurs peintres d’icônes bulgares, dont les plus célèbres sont Hristo Dimitrov et ses fils, Dimitar Zograf et Zaharii Zograf, Stanislav Dospevski, fils de Dimitar Zograf, Ivan et Nikola Obrazopisovi.

## Galerie

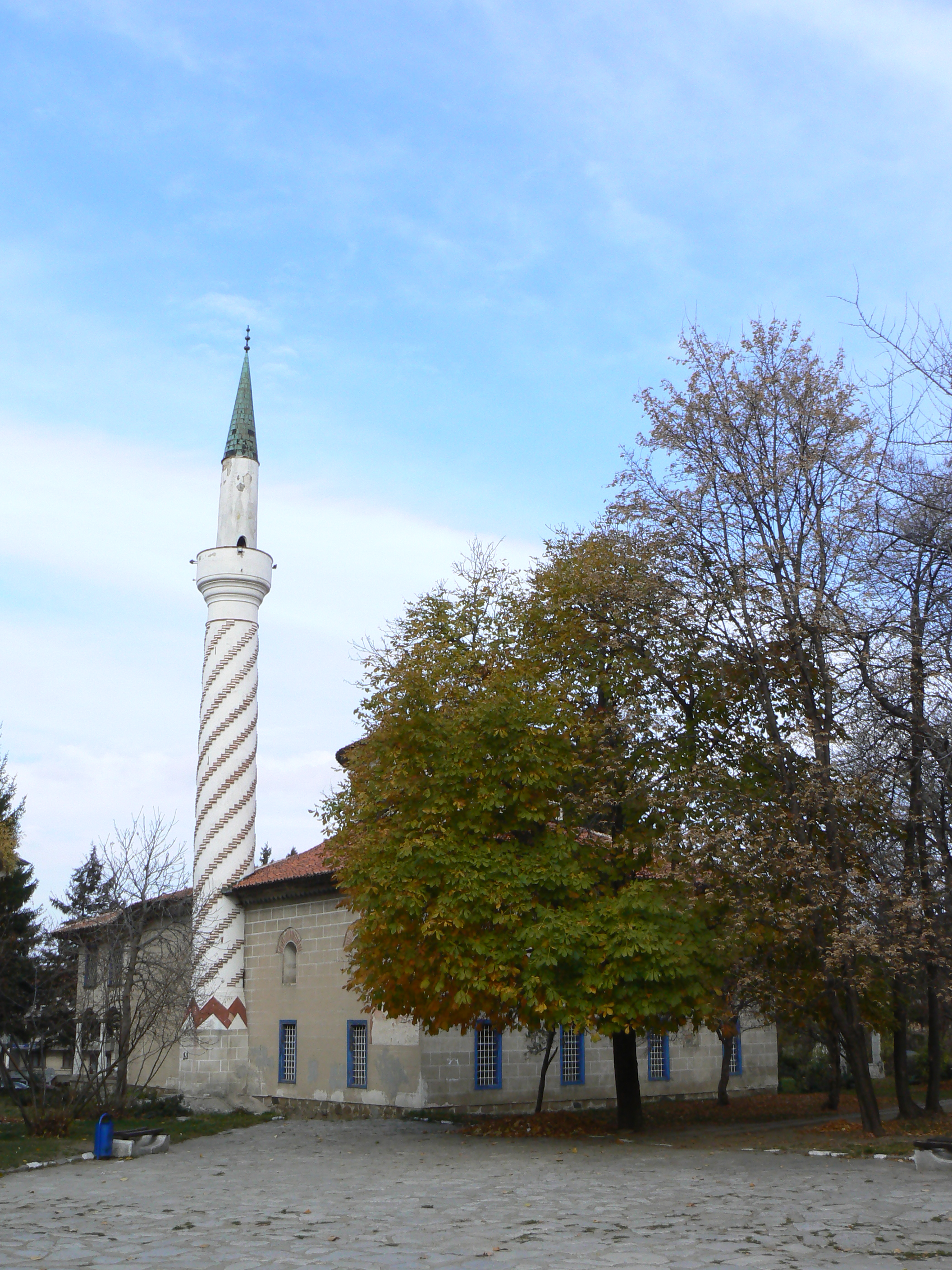
La mosquée Bayrakli.
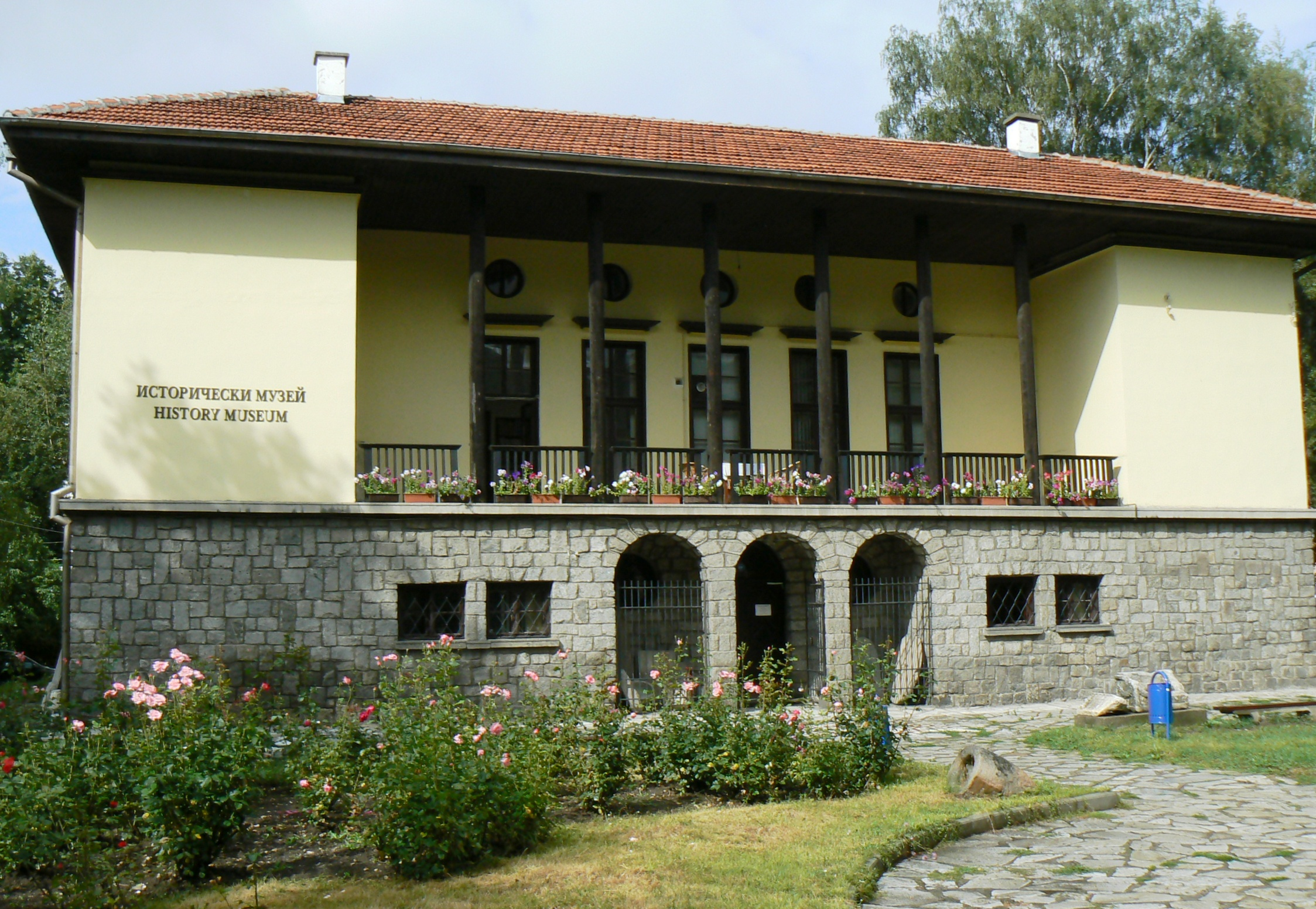
Le musée historique de la ville.